# گلعلی‌آباد
گلعلی آباد، روستایی است از توابع بخش کوهستان شهرستان تنکابن در استان مازندران کشور ایران.

## جمعیت
این روستا در دهستان میاندامان قرار گرفته و مرکز بخش کوهستان  بشمار می‌آید که بر اساس سرشماری مرکز آمار ایران در سال ۱۳۹۵، جمعیت آن ۵۹۸ نفر (۲۳۰ خانوار) می‌باشد.